# Caravaneți, Teleorman
Caravaneți este un sat în comuna Călmățuiu din județul Teleorman, Muntenia, România. Se află în partea de vest a județului, pe malul stâng al râului Călmățui, în Câmpia Găvanu-Burdea. La recensământul din 2002 avea o populație de 406 locuitori.
Coloniștii bulgari au venit în sat în două valuri (între 1806–1814 și între 1828–1834) din zona Rahova (regiunea Vrața) sau, conform unei alte surse, din regiunea Plevna. În registrul de evidență al populației din 1838 se înregistrează prezența a 51 de familii „sârbe” (bulgarii din Țările Române erau înregistrați drept sârbi în documentele vremii). Se subliniază la sfârșitul secolului al XIX-lea că satul avea 1.078 de locuitori, preponderent bulgari. Unele familii de bulgari se mutaseră în satul Principele Ferdinand. În timpul vizitei sale din 1908, S. Romanski a găsit aici aproximativ 120 de familii bulgare și a stabilit că dialectul era de tip bulgar vestic. Satul a fost inclus în atlasul lui Gustav Weigand ca localitate cu populație bulgară. În 1975, în sat locuiau aproximativ 200 de familii, dar limba bulgară era vorbită foarte rar și doar de cei mai în vârstă.